# Distretto di Strășeni
Il distretto di Strășeni è uno dei 32 distretti della Moldavia, il capoluogo è la città di Strășeni.

## Società

### Evoluzione demografica
In base ai dati del censimento, la popolazione è così divisa dal punto di vista etnico:
| Etnia       | Abitanti | %     |
| ----------- | -------- | ----- |
| Moldavi     | 83.368   | 93,78 |
| Ucraini     | 985      | 1,11  |
| Russi       | 1.576    | 1,77  |
| Gagauzi     | 70       | 0,08  |
| Bulgari     | 109      | 0,12  |
| Rumeni      | 2.542    | 2,86  |
| Altre etnie | 250      | 0,28  |

## Geografia antropica

### Suddivisioni amministrative
Il distretto è formato da 2 città e 25 comuni

#### Città
1. Strășeni
2. Bucovăț

#### Comuni
1. Căpriana
2. Chirianca
3. Codreanca
4. Cojușna
5. Dolna
6. Gălești
7. Ghelăuza
8. Greblești
9. Lozova
10. Micăuți
11. Micleușeni
12. Negrești
13. Onești
14. Pănășești
15. Rădeni
16. Romănești
17. Recea
18. Roșcani
19. Scoreni
20. Sireți
21. Tătărești
22. Țigănești
23. Voinova
24. Vorniceni
25. Zubrești